# Aleksej Djumin
Aleksej Gennadjevitj Djumin (ryska: Алексей Геннадьевич Дюмин), född 28 augusti 1972 i Kursk, är en rysk politiker som sedan september 2016 är guvernör i Tula oblast. Han betraktas att genom sin tjänst inom GRU år 2014 ha spelat en nyckelroll i Rysslands övertagande av Krim. I december 2015 blev han upphöjd till generallöjtnant. Han anses som en möjlig efterträdare till Vladimir Putin. 